# Community of Metros
Die Community of Metros (auch CoMET) ist eine internationale Organisation (London), die ein Benchmarking-System von U-Bahnen betreibt. Sie bietet großen Metrosystemen eine Plattform zum Austausch. Die 14 Mitglieder von CoMET sind die U-Bahn Peking, die Berliner Verkehrsbetriebe, die Guangzhou Metro, MTR Corporation (Hongkong), London Underground, die U-Bahn Mexiko-Stadt, die Metro Madrid, die Metro Moskau, New York City Transit Authority, die RATP (Paris), die Metro de Santiago, die Metro Shanghai, die Metro São Paulo sowie MRT (Taipei). Jedes dieser Mitglieder betreibt ein Metrosystem für mindestens 500 Millionen Passagiere pro Jahr.

## Zielsetzung
CoMET verfolgt vier Teilziele:
1. Entwicklung von Maßnahmen und Best-Practice-Fällen für Metros.
2. Schaffung von Vergleichsdaten für Metro-Verkehrsunternehmen und staatliche Aufgabenträger.
3. Erarbeitung eines Maßnahmenkatalogs für das Management.
4. Entwicklung von Verbesserungsmaßnahmen.

## Geschichte und Entstehung

### Projekt zwischen London Underground und der Hamburger Hochbahn
Während der Konferenz des UITP (Internationaler Verband für öffentliches Verkehrswesen) im Jahr 1982 vereinbarten  London Underground und die Hamburger Hochbahn die Erarbeitung einer Benchmarking-Studie zum Vergleich ihrer beiden U-Bahnen sowie die Aufbereitung ergänzender Daten für 24 andere U-Bahn-Systeme.

### Nutzung von KPIs
Trotz unterschiedlicher Größe, Zusammensetzung, Struktur und administrativer Verfahren konnte das Projekt erfolgreich umgesetzt werden. Dafür wurden Key Performance Indicatoren (KPIs) entwickelt, anhand welcher die unterschiedlichen Systeme vergleichbar gemacht werden.

### Group of Five
1994 wurde ein Benchmarking-Konsortium etabliert, das die MTR Corporation, London Underground, die Berliner Verkehrsbetriebe, die NYCTA und die RATP verbindet. Dadurch können die U-Bahnbetreiber sich untereinander vernetzen und Leistungsdaten austauschen. Später prägte sich für diese Vereinigung der Begriff Group of Five.

### Community of Metros
Im weiteren Verlauf schlossen sich im Jahr 1996 die U-Bahn Mexiko-Stadt, die Metro São Paulo und die Tokyo Metro dem Netzwerk an. Mit acht Mitgliedern wurde das Netzwerk zur Community of Metros (CoMET).

### Gründung von Nova
Aufbauend auf den Erfolg von CoMET, wurde 1998 die Nova Gruppe gebildet. Nova besteht derzeit aus 14 kleinen bis mittelgroßen Metros.

### 1999 bis heute
Im Jahr 1999 trat die Metro Moskau CoMET bei. Die Metro Madrid wechselte 2004 von Nova zu CoMET. Die Metro Shanghai trat 2005 bei. Im Jahr 2008 folgten die Metro de Santiago und die U-Bahn Peking. Als jüngstes Mitglied trat die MRT (Taipei) im Jahr 2010 bei.